# Gan Le'ummi Har HaKarmel
Gan Le'ummi Har HaKarmel (hebreiska: גן לאמי הר הכרמל) är en nationalpark i Israel. Den ligger i distriktet Haifa, i den norra delen av landet.